# معاملة المثليين في سيشل
يواجه الأشخاص من المثليين والمثليات ومزدوجي التوجه الجنسي والمتحولين جنسياً (اختصاراً: LGBT) في سيشل تحديات قانونية واجتماعية لا يواجهها غيرهم من المغايرين جنسيا. يعد النشاط الجنسي المثلي بين الذكور وبين الإناث قانونيا في سيشل، لكن يواجه الأشخاص من مجتمع المثليين وصمة عار بين السكان. كما أن المنازل التي يعيش فيها الشركاء المثليون غير مؤهلة للحصول على نفس الحماية القانونية المتاحة للأزواج المغايرين، مع وجود عدة تقارير تتحدث عن مستوى عالي من التمييز والانتهاكات ضد مجتمع المثليين.
يحظر التمييز في التوظيف على أساس التوجه الجنسي في سيشل، مما يجعلها واحدة من الدول الإفريقية القليلة التي لديها مثل هذه الحماية للأشخاص المثليين.

## قانونية النشاط الجنسي المثلي
حتى يونيو/حزيران 2016، كانت المادة 151 من قانون العقوبات تحظر النشاط الجنسي المثلي بالسجن لمدة تصل إلى 14 عامًا. لا يشمل القانون 151 أو أي قانون جنائي آخر في سيشل النشاط الجنسي المثلي بين الإناث.
في أكتوبر 2011، وافقت حكومة سيشيل على إلغاء تجريم النشاط الجنسي المثلي «قريبًا جدًا، كما تريد الحكومة والمجتمع المدني». في 29 فبراير 2016، قررت الحكومة تقديم مشروع قانون بهذا المعنى. كان من المتوقع أن تنظر الجمعية الوطنية في هذا الاجراء في غضون بضعة أشهر. استبعد المدعي العام روني غوفيندين إجراء استفتاء حول هذه القضية. تمت الموافقة على مشروع القانون في 18 مايو 2016، في تصويت 14 صوتا لصالحه مقابل عدم تصويت أي أحد ضده (14-0). تم توقيعه ليصبح قانونًا من قبل الرئيس جيمس ميشيل في 1 يونيو، ودخل القانون حيز التنفيذ في 7 يونيو 2016.

## الاعتراف القانوني بالعلاقات المثلية
لا تعترف سيشل بزواج المثليين أو بالاتحادات المدنية المثلية.
في يونيو 2015، زوجت ليندساي سكول، المفوضة البريطانية السامية في سيشل، من رجلين، أحدهما مواطن بريطاني ومواطنا سيشلياً.

## الحماية من التمييز
يحظر «قانون العمل، 1995» التمييز في التوظيف على أساس التوجه الجنسي. تمت إضافة هذا الحظر إلى القانون في عام 2006. ينص القانون على ما يلي:
القسم 2. في هذا القانون -
* * * *
«المضايقة» تعني أي تصرف غير ودي أو خطاب أو لفتة من شخص تجاه شخص آخر يقوم على التوجه الجنسي للشخص الآخر... كما قد تؤثر سلبًا على كرامة الشخص الآخر أو تجعل هذا الشخص يشعر بالتهديد أو الإهانة أو الإحراج؛
القسم 46أ. (1) عندما يتخذ صاحب العمل قرار توظيف ضد عامل على أساس توجهه الجنسي... يجوز للعامل تقديم شكوى إلى الرئيس التنفيذي تفيد فيه بكل التفاصيل ذات الصلة.

## ملخص
| قانونية النشاط الجنسي المثلي                                                                  | (قانوني منذ عام 2016)               |
| المساواة في السن القانوني للنشاط الجنسي                                                       | (قانوني منذ عام 2016)               |
| قوانين مكافحة التمييز في التوظيف                                                              | (قانوني منذ عام 2006)               |
| قوانين مكافحة التمييز في توفير السلع والخدمات                                                 | No                                  |
| قوانين مكافحة التمييز في جميع المجالات الأخرى (تتضمن التمييز غير المباشر، خطاب الكراهية)      | (قانوني منذ عام 2006)               |
| قوانين مكافحة أشكال التمييز المعنية بالهوية الجندرية                                          | No                                  |
| زواج المثليين                                                                                 | No                                  |
| الاعتراف القانوني بالعلاقات المثلية                                                           | No                                  |
| تبني أحد الشريكين للطفل البيولوجي للشريك الآخر                                                | No                                  |
| التبني المشترك للأزواج المثليين                                                               | No                                  |
| يسمح للمثليين والمثليات ومزدوجي التوجه الجنسي والمتحولين جنسيا بالخدمة علناً في القوات المسلحة | No                                  |
| الحق بتغيير الجنس القانوني                                                                    | No                                  |
| علاج التحويل محظور على القاصرين                                                               | No                                  |
| الحصول على أطفال أنابيب للمثليات                                                              | No                                  |
| الأمومة التلقائية للطفل بعد الولادة                                                           | No                                  |
| تأجير الأرحام التجاري للأزواج المثليين من الذكور                                              | (غير قانوني للأزواج المغايرين كذلك) |
| السماح للرجال الذين مارسوا الجنس الشرجي التبرع بالدم                                          | No                                  |